# Najemnik (film 2006)
Najemnik (ang. Mercenary for Justice) – film sensacyjny z 2006 roku.

## Fabuła
Oddział najemnika Johna Seegara ponosi klęskę, przez zdradę agenta CIA Dreshama. W bitwie ginie jego  przyjaciel. Seeger postanawia wycofać się z branży, jednak zostaje zmuszony do podjęcia kolejnej misji.

## Obsada
- Steven Seagal – John Seeger
- Jacqueline Lord – Maxine Barnol
- Roger Guenveur Smith – Chapel
- Luke Goss – Dresham
- Adrian Galley – Bulldog
- Michael K. Williams – Samuel
- Langley Kirkwood – Kreuger
- Jeannie de Gouveia – Bank assistant